# 검은풀밭쥐
검은풀밭쥐(Thaptomys nigrita)는 비단털쥐과 목화쥐아과에 속하는 남아메리카 설치류의 일종이다. 검은풀밭쥐속 (Thaptomys)의 유일종이다. 아르헨티나와 브라질, 파라과이, 우루과이에서 발견된다.